# غورليتس (دائرة انتخابية)

دائرة غورليتس خلال الانتخابات الفدرالية 2013

غورليتس (بالألمانية: Görlitz) هي دائرة انتخابية ممثلة في بوندستاغ. تمتلك الدائرة مقعد واحد يحصل عليه المرشح الحاصل على أكبر عدد من الأصوات. بموجب نظام ترقيم الدوائر الحالي، تم تحديدها كدائرة انتخابية 157. وهي تقع في شرق ولاية ساكسونيا، وتضم مقاطعة غورليتس ‏.